# Ashraf Fayadh
Ashraf Fayadh, auch Aschraf Fajadh (arabisch اشرف فياض; * 1980 in Saudi-Arabien), ist ein palästinensischer Staatenloser, in arabischer Sprache schreibender Lyriker sowie Kurator mehrerer Ausstellungen.

## Leben
Der Flüchtlingssohn Fayadh wuchs in Saudi-Arabien auf, erwarb Bildung und berufliches Renommee als Ausstellungskurator, erhielt aber keine saudischen Bürgerrechte und nicht die Staatsangehörigkeit des Landes, für das er den saudischen Pavillon auf der Kunst-Biennale in Venedig gestaltete. Er wurde zweimal verhaftet, da seine Kunst als islamkritisch betrachtet wurde: im August 2013, dann erneut am 1. Januar 2014. Der zweiten Verhaftung im Mai 2014 in Abha folgte ein saudisches Religionsgerichtsurteil zu vier Jahren Gefängnis und 800 Peitschenhieben. Nach der Einreichung einer Revision durch Fayadh folgte ein Wiederaufnahmeverfahren, das am 17. November 2015 mit dem Verdikt der Todesstrafe endete: Das Gericht warf dem Lyriker vor, sich der Abwendung vom muslimischen Glauben schuldig gemacht zu haben. Die Abkehr vom Glauben wird im ultrakonservativen Islam mit der Verhöhnung des Propheten gleichgesetzt.
Ashraf Fayadhs Vater war aus Palästina nach Saudi-Arabien geflüchtet. 2008 erschien sein Lyrikband Instruction Within (Anleitung drinnen/von innen - auf Arabisch: at-Ta’limat bi-d-dakhil). Fayadh schloss sich der britisch-saudischen Künstlergruppe Edge of Arabia an, kuratierte Kunstausstellungen in Dschedda und der Biennale di Venezia und arbeitete an Ausstellungen mit arabischer Kunst in der Londoner Tate Modern mit.
Über 70 Autorenverbände und Menschenrechtshilfeorganisationen nahmen an Protesten gegen das Todesurteil teil. Am 2. Dezember 2015 nahm das deutsche PEN Ashraf Fayadh als Ehrenmitglied auf und veröffentlichte, adressiert an das saudische Justizministerium, ein erneutes Begnadigungsgesuch.

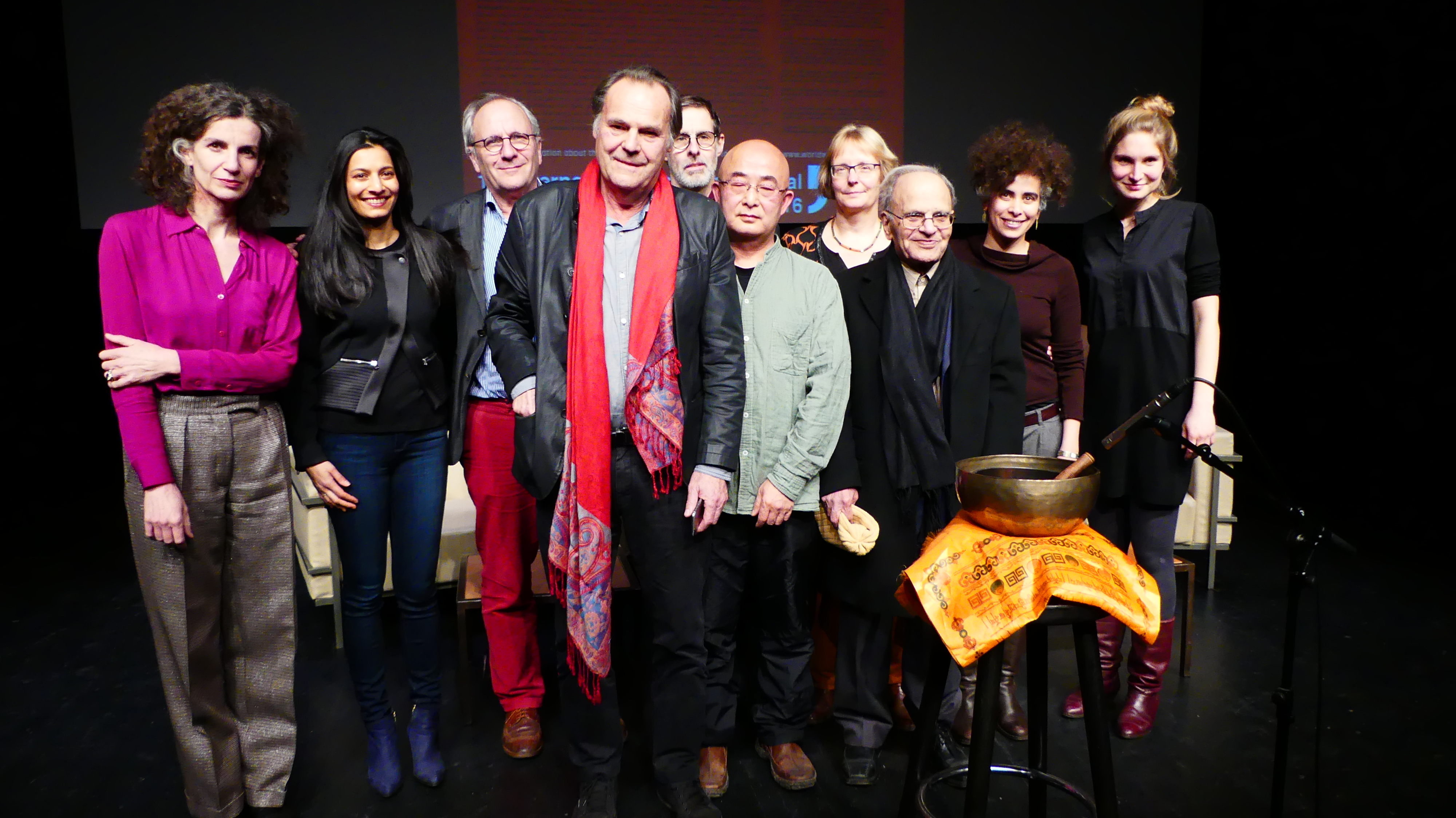
Weltweite Lesung für Ashraf Fayadh am 14. Januar 2016 im Hebbel am Ufer in Berlin.

Das Internationale Literaturfestival Berlin rief im November 2015 zu einer Weltweiten Lesung am 14. Januar 2016 in Unterstützung für Ashraf Fayadh auf. Die Solidaraktionen fanden in mehreren Ländern statt, zum Beispiel auch in Ägypten und Russland.
Innerhalb des folgenden Monats wurde das Todesurteil in eine achtjährige Haftstrafe umgewandelt. Er ist im August 2022 freigelassen worden.